# Comuna Colicăuți, Briceni
Comuna Colicăuți este o comună din raionul Briceni, Republica Moldova. Este formată din satele Colicăuți (sat-reședință) și Trestieni.

## Demografie
Conform datelor recensământului din 2014, comuna are o populație de 2.875 de locuitori. La recensământul din 2004 erau 3.008 locuitori.

## Administrație și politică
Componența Consiliului local Colicăuți (11 consilieri), ales la 5 noiembrie 2023, este următoarea:
|  | Partid                                       | Consilieri | Componență | Componență | Componență | Componență | Componență | Componență | Componență | Componență |
|  | -------------------------------------------- | ---------- | ---------- | ---------- | ---------- | ---------- | ---------- | ---------- | ---------- | ---------- |
|  | Partidul Socialiștilor din Republica Moldova | 8          |            |            |            |            |            |            |            |            |
|  | Partidul Acțiune și Solidaritate             | 3          |            |            |            |            |            |            |            |            |